# مدينة بركة الصناعية لإنتاج الأدوية

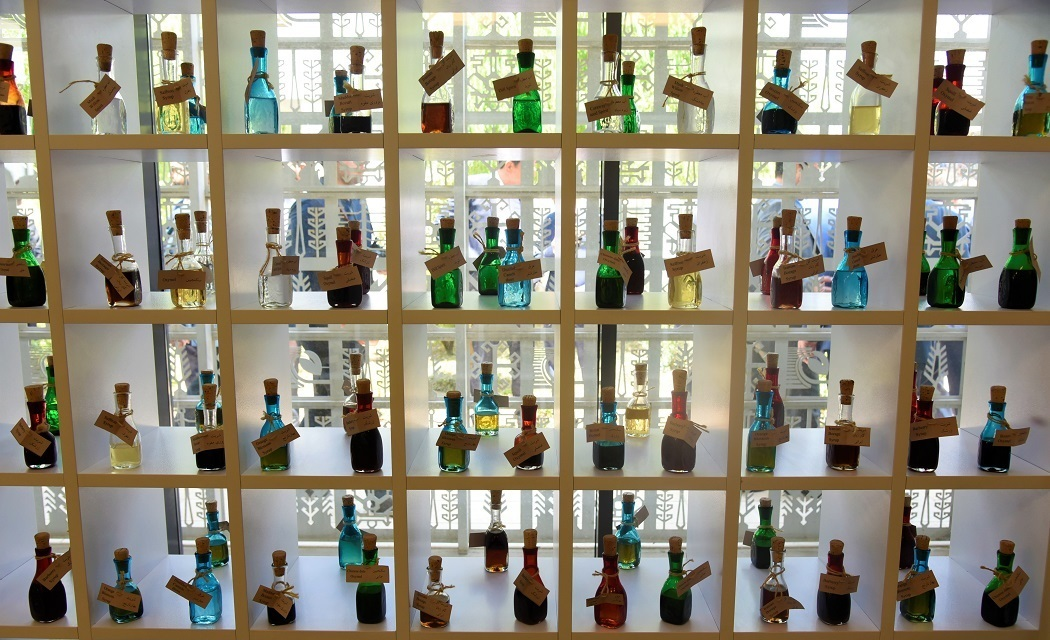
متحف الأعشاب الطبية في مدينة بركة

مدينة بركة الصناعية لإنتاج الأدوية هي مدينة صناعية خاصة بالأبحاث الدوائية، أنشئت في مقاطعة ساوجبلاغ بمحافظة البرز في إيران، وهي تعتبر أول منطقة اقتصادية خاصة بالصناعات الدوائية في البلاد، وأكبر مدينة صناعية للأدوية في غرب آسيا. قامت بعض من الشركات المحلية والأجنبية بشراء عقارات في هذه المدينة، من بينها شركة نوفونورديسك الدنماركية وشركة فيتابيوتيك البريطانية.
تعد من الأهداف الرئيسة لإنشاء مدينة بركة هي تغطية مجموعة واسعة من الاحتياجات الطبية والصيدلانية، بما في ذلك الأدوية الحيوية، والأجهزة الطبية، وأدوات التشخيص المختبري، ومواد تغليف الأدوية. وعندما يتم تلبية حاجة البلاد سيتم تصدير الفائض منها.
كما ان مدينة بركة الصناعية وفرت فرص عملٍ مباشرة لقرابة سبعة آلاف فرد، وفرص عملٍ غير مُباشرة لقرابة 30 ألف آخرين.

## نبذة عن المدينة
في يونيو 2019 افتتحت الجمهورية الإسلامية الإيرانية مدينة بركة الصناعية لانتاج الأدوية باعتبارها أكبر مدينة صناعية للأدوية في غرب آسيا. تقع المدينة في مقاطعة ساوجبلاغ بمحافظة البرز، على بعد 60 كم من طهران، وقد تم تأسيسها وتمويلها من قبل المقر التنفيذي للإمام الخميني. استغرق بناء المدینة حوالي سنتین ونصف السنة وقد كلف 400 مليار تومان. تحتل المدينة مساحة 200 هكتار، وتم تقسيمها إلى 78 قطعة و10 اقسام. وقد توجد فيها حدائق تبلغ مساحتها 54 هكتاراً. وكذلك قنوات مائیة طولها 6500 متر لمجاري المیاه، كما تم إنشاء مخزنین لادخار المیاه وثلاثة محطات لضخ المیاه بالإضافة الی حدیقة متحف ایراني– اسلامي.
وقد تم تخصيص مساحات مناسبة فيها للشركات المصنعة للأدوية للبحث والتطوير، وللحاضنات ولمؤسسات المعرفة ومراكز العلاج بالخلايا، ومراكز التكنولوجيا الحيوية ومراكز للعلاج الجيني ومراكز تصفية الدم وشركات تصنيع منتجات البلازما والللقاحات وكذلك للمستودعات المركزية.
كما تضم المدينة مصنعًا خلويًا تم انشائه بمشاركة معهد رويان للعلاج الخلوي، وجامعة صيدلة دولية في درجة الدكتوراه بهدف توفير الموظفين المتخصصين والباحثين وخبراء الرعاية الصحية.

## الأهداف
حسب ما أفاده مسؤولو المدينة ان من اهداف تأسيسها هي: التقدم التقني والتطوير العلمي وتنمية صادرات المنتجات الصيدلانية الإيرانية وادخار العملة الاجنبية، وتوفير فرص عملٍ مباشرة لقرابة سبعة آلاف فرد، وايجاد ارتباط بين الجامعات والصناعة والاقتصاد، وتخفيض تكلفة الأدوية للمرضى، وتحويل إيران إلى أحد المراكز الصيدلانية الرئيسية.

## الشركات
استقر عدد من الشركات المحلية والأجنبية في مدينة بركة الصناعية، ومن الشركات الأجنبية شركة نوفونورديسك التي قامت بشراء أرض مساحتها 4 هكتارات في المدينة لبناء مصنعها الإقليمي بقيمة 78 مليون دولار في إيران لإنتاج الأنسولين، كما دخلت إلى هذه المدينة الصناعية شركة فرنسية بهدف إنتاج المعدات الجراحية المغلقة، وشركة بريطانية لإنتاج المكملات الدوائية، وشركة ألمانية لإنتاج معدات المختبرات.

## الاعشاب الطبية
توجد في مدينة بركة حديقة تبلغ مساحتها هكتاراً واحدا، تتضمن متحف لعرض الإنجازات الطبية والعشبية في إيران. فيقدم المتحف معلومات عن تنوع وتعدد وفوائد وخصائص النباتات الطبية في إيران وتاريخ الدراسة والبحث فيها، وتاريخ الطب الإيراني، وقدرات النباتات الطبية الإيرانية، وكذلك الطب التقليدي. حصل مبنى المتحف على جائزة العمارة الإيرانية من إدارة المباني الثقافية العامة.
وفقا لما ذكره مدير المدينة، انه تم استثمار قيمة ملياري دولار لإنتاج الأدوية العشبية في مدينة بركة الصناعية للدوائية.